# Gilberto Keb Baas
Pour les articles homonymes, voir Baas.
Gilberto Keb Baas est un boxeur mexicain né le 21 octobre 1977 à Hunucma.

## Carrière
Champion d'Amérique du Nord NABA des poids mouches en 1999, il s'incline l'année suivante contre le champion du monde WBO de la catégorie Eric Morel et contre le champion WBC Pongsaklek Wonjongkam en 2006. Baas remporte néanmoins la même année la ceinture NABF des poids mouches et crée la surprise le 6 novembre 2010 en s'emparant du titre de champion du monde des poids mi-mouches WBC aux dépens de son compatriote Omar Niño Romero. Le 26 février 2011, il conserve son titre en battant par abandon à l’appel du 9e round son compatriote Jose Antonio Aguirre mais perd le 30 avril contre Adrián Hernández.